# Bandar-e Anzali (Verwaltungsbezirk)
Bandar-e Anzali (persisch بندر انزلی) ist ein Schahrestan (Verwaltungsbezirk) in der Provinz Gilan im Iran. Er enthält die gleichnamige Stadt Bandar Anzali, welche die Hauptstadt des Verwaltungsbezirks ist.

## Demografie
Bei der Volkszählung 2016 betrug die Einwohnerzahl des Schahrestan 139.016. Die Alphabetisierung lag bei 92 Prozent der Bevölkerung. Knapp 85 Prozent der Bevölkerung lebten in urbanen Regionen.
| Zensusjahr | Einwohnerzahl |
| ---------- | ------------- |
| 2011       | 138.004       |
| 2016       | 139.016       |